# ليندا لاركن
ليندا لاركن (بالإنجليزية: Linda Larkin)‏ هي ممثلة أمريكية، ولدت في 20 مارس 1970 بلوس أنجلوس في الولايات المتحدة. من الجوائز التي نالتها دزني ليجندز (اساطير دزني) سنة 2011.

## أعمال

### أفلام
- (1992) علاء الدين[8][9][10]
- (1994) عودة جعفر[11]
- (1996) علاء الدين وملك اللصوص[12]
- (2007) جوشوا

### مسلسلات
- علاء الدين

## جوائز
- دزني ليجندز (اساطير دزني) (2011)

## وصلات خارجية
- ليندا لاركن على موقع IMDb (الإنجليزية)
- ليندا لاركن على موقع ألو سيني (الفرنسية)
- ليندا لاركن على موقع ميوزك برينز (الإنجليزية)
- ليندا لاركن على موقع أول موفي (الإنجليزية)
- ليندا لاركن على موقع قاعدة بيانات الأفلام السويدية (السويدية)
- ليندا لاركن على موقع قاعدة بيانات الفيلم (الإنجليزية)
- ليندا لاركن على موقع كينوبويسك (الروسية)